# Charles Étienne Louis Camus

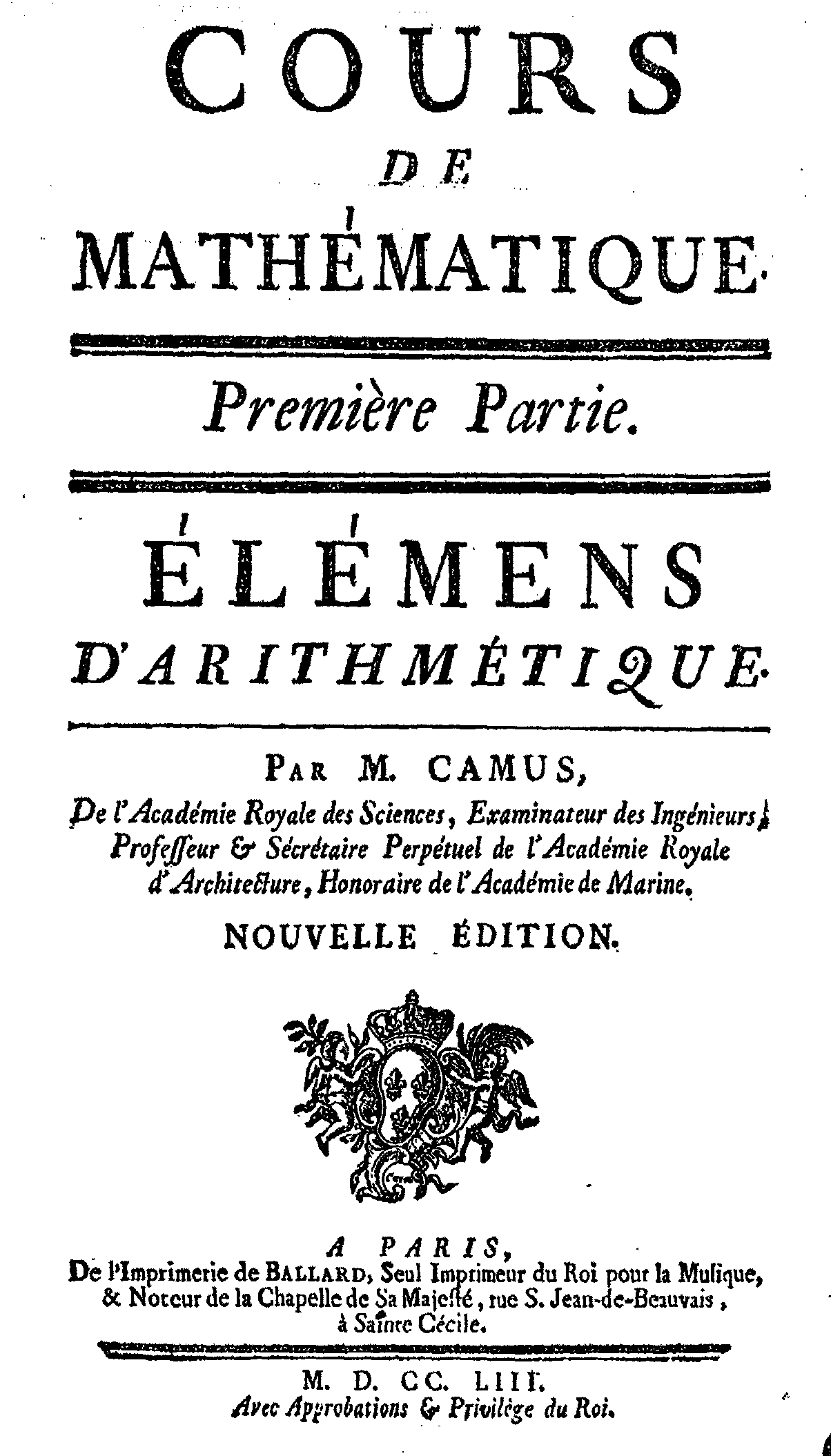
Cours de mathématique, lucrare a lui Charles Camus apărută în 1753

Charles Étienne Louis Camus (n. 25 august 1699 la Crécy-la-Chapelle - d. 2 februarie 1768 la Paris) a fost un matematician francez și specialist în mecanică.
A avut preocupări și în domeniul astronomiei.
A organizat Arhivele Naționale ale Franței.
În mecanică, a studiat problema forțelor vii.
A participat cu Maupertuis și Clairaut la expediția măsurării meridianului terestru.
A determinat lungimea pendulului ce bate secunda.